# Martin Koeman
Martinus Cornelis Koeman (Purmerend, 26 juli 1938 – Leeuwarden, 18 december 2013) was een Nederlands voetballer. Hij was verdediger en speelde voor KFC, Blauw-Wit, GVAV, FC Groningen, sc Heerenveen en het Nederlands voetbalelftal. Koeman is de vader van Erwin en Ronald Koeman.

## Loopbaan, als voetballer
Martin Koeman begon op achtjarige leeftijd te voetballen bij de amateurs van VPV Purmersteijn en hij op vijftien jarige leeftijd zijn debuut in het eerste elftal maakte. Na drie seizoenen maakte hij de overstap naar KFC en hij zijn eerste profcontract tekende. In de ploeg uit Koog aan de Zaan speelde hij drie seizoenen als links- of rechtshalf. In 1960 werd hij overgenomen door Blauw-Wit, dat destijds nog in de Eredivisie speelde. Na drie jaar in Amsterdam verkaste Koeman in 1963 naar Groningen, waar GVAV zijn definitieve bestemming werd. Naast Koeman maakten Blauw-Wit ploeggenoot Ferry Pettersson en Spartaan Tonny van Leeuwen eveneens de overstap naar Groningen. Koeman speelde zijn eerste wedstrijd voor de Groninger club op 25 augustus 1963 in de thuiswedstrijd tegen Feyenoord. In een uitverkocht Oosterpark met 17.500 toeschouwers scoorde hij het derde doelpunt. Later in het seizoen maakte hij als verdediger onder meer het debuut van Johan Cruijff bij tegenstander Ajax mee, half november 1964. Koeman speelde 281 duels voor GVAV en 54 duels voor FC Groningen, in totaal 335 wedstrijden voor de Groningse club, waarin hij dertig keer scoorde. Aan het einde van zijn carrière speelde hij nog een seizoen voor sc Heerenveen. In 1974 beëindigde hij zijn profloopbaan en sloot hij zich aan bij de Groningse amateurclub GRC.

## Loopbaan, als trainer
Na één seizoen stopte hij als voetballer en werd de drie daaropvolgende seizoenen trainer bij GRC. In 1978 werd hij trainer van VV Actief. Hij bleef hier eveneens seizoenen. In het seizoen 1980/81 speelde hij nog een seizoen in het eerste elftal van deze derdeklasser uit Eelde. Koeman vervolgde zijn voetballoopbaan bij DIO Groningen, waarmee hij kampioen in de vierde klasse zondag werd. De eerste twee seizoenen was hij speler/trainer, in het seizoen 1983/84 alleen trainer. Voor FC Groningen vervulde hij diverse functies in de technische staf. 

## Interlandcarrière
Koeman werd regelmatig geselecteerd voor het Nederlands elftal, maar speelde slechts één interland, op 12 april 1964 tegen Oostenrijk. Hij kwam een kwartier voor het einde in het veld voor Piet Kruiver. In de daaropvolgende interland tegen Zweden werd hij op het laatste moment door bondscoach Elek Schwartz vervangen door PSV-er Bert Theunissen. Koeman zat zeven keer op de reservebank.

## Privé
Op 15 december 2013 werd Koeman getroffen door een hartstilstand. Hij werd gereanimeerd en overgebracht naar het Medisch Centrum Leeuwarden. Hij werd in coma gehouden en overleed drie dagen later op 75-jarige leeftijd. Op 16 juni 2021 werd door Erwin en Ronald Koeman een standbeeld van hun vader onthuld. Dit bevindt zich bij het stadion Euroborg naast het standbeeld van Tonny van Leeuwen.

## Overzicht
| Seizoen   | Club          | Wedstrijden | Doelpunten | Competitie     |
| --------- | ------------- | ----------- | ---------- | -------------- |
| 1957-1960 | KFC           |             | 8          | Tweede divisie |
| 1960-1963 | Blauw-Wit     | 56          | 23         | Eredivisie     |
| 1963-1964 | GVAV          | 30          | 5          | Eredivisie     |
| 1964-1970 | GVAV          | 217         | 20         | Eredivisie     |
| 1970-1971 | GVAV          | 34          | 0          | Eerste divisie |
| 1971-1973 | FC Groningen  | 54          | 5          | Eredivisie     |
| 1973-1974 | SC Heerenveen | 39          | 1          | Eerste divisie |

- Nederland: 1 interland, 0 doelpunten.